# Ministerio de Ambiente y Energía (Costa Rica)
El Ministerio de Ambiente y Energía de Costa Rica (MINAE) es el ministerio del gobierno de Costa Rica encargado de emitir políticas ambientales en materia de protección ambiental, manejo y uso sostenible de los recursos naturales y las fuentes de energía renovables para lograr el cumplimiento de los objetivos y metas propuestas en los planes y programas ministeriales y en el Plan Nacional de Desarrollo en el país. Su actual titular es Andrea Meza Murillo.

## Historia
La creación del Ministerio de Ambiente y Energía se remonta a mediados del siglo XX con la creación de la Dirección de Geología, Minas y Petróleo y en 1980 mediante la creación del Ministerio de Energía y Minas (MEM).
Este Ministerio, el 14 de septiembre de 1982, y mediante la Ley n.° 6812, se transforma en el Ministerio de Industrias, Energía y Minas (MIEM), al cual se le atribuiría la formulación y planificación de las políticas industriales, energéticas y mineras del Gobierno de la República, así como la dirección, la vigilancia y el control en los campos mencionados. Con esta ley se traspasa la competencia de la materia industrial al recién creado Ministerio de Industrias, Energía y Minas, situación que se mantiene hasta 1990.
Posteriormente, el 5 de junio de 1990, mediante la Ley n.° 7152, se transforma el Ministerio de Industrias, Energía y Minas en el Ministerio de Recursos Naturales, Energía y Minas, incorporándosele competencias en materia de bosques, flora, fauna silvestre, áreas silvestres protegidas y meteorología, y trasladándose el área de industrias al Ministerio de Economía y Comercio.
El 4 de octubre de 1995, el Ministerio sufre otra reestructuración mediante la Ley Orgánica del Ambiente, n.° 7554, donde se le asignan nuevas competencias en materia ambiental denominándose en adelante Ministerio del Ambiente y Energía (MINAE). Conjunto a esta Ley surgen algunas de las dependencias del Ministerio: el Consejo Nacional Ambiental, la Secretaría Técnica Nacional Ambiental (SETENA), el contralor ambiental, el Tribunal Ambiental Administrativo, y los consejos regionales ambientales.
La reestructuración del Ministerio continúa el 6 de enero de 2010, durante la administración de Óscar Arias Sánchez, cuando mediante el Decreto Ejecutivo n.° 35669 el MINAE pasa a ser el Ministerio de Ambiente, Energía y Telecomunicaciones (MINAET), y cuya creación se concretó con la aprobación de la Ley General de Telecomunicaciones. Sin embargo, dos años después, el 30 de julio de 2012, el sector telecomunicaciones es reubicado y se traspasa al Ministerio de Ciencia y Tecnología (MICIT).

## Funciones
El Ministerio de Ambiente y Energía de Costa Rica tiene, entre algunas de sus funciones, las siguientes:
- Formular, planificar y ejecutar las políticas de recursos naturales, energéticas, mineras y de protección ambiental del Gobierno de la República, así como la dirección, el control, la fiscalización, promoción y el desarrollo en los campos mencionados. Asimismo, deberá realizar y supervisar las investigaciones, las exploraciones técnicas y los estudios económicos de los recursos del sector.
- Fomentar el desarrollo de los recursos naturales, energéticos y mineros.
- Promover y administrar la legislación sobre conservación y uso racional de los recursos naturales, a efecto de obtener un desarrollo sostenido de ellos, y velar por su cumplimiento.
- Dictar, mediante Decreto Ejecutivo, normas y regulaciones, con carácter obligatorio, relativas al uso racional y a la protección de los recursos naturales, la energía y las minas.
- Promover la investigación científica y tecnológica relacionada con las materias de su competencia, en coordinación con el Ministerio de Ciencia y Tecnología.
- Promover y administrar la legislación sobre exploración, explotación, distribución, protección, manejo y procesamiento de los recursos naturales relacionados con el área de su competencia, y velar por su cumplimiento.
- Tramitar y otorgar los permisos y concesiones referentes a la materia de su competencia.
- Propiciar, conforme con la legislación vigente, la suscripción de tratados, convenios y acuerdos internacionales, así como representar al Gobierno de la República en los actos de su competencia, de carácter nacional e internacional. Todo lo anterior en coordinación con el Ministerio de Relaciones Exteriores y Culto.
- Fomentar y desarrollar programas de formación ambiental en todos los niveles educativos y hacia el público en general.
- Asesorar a instituciones públicas y privadas en relación con la planificación ambiental y el desarrollo de áreas naturales.

## Estructura
El Ministerio de Ambiente y Energía de Costa Rica se estructura en los siguientes órganos y dependencias:
- El Despacho del Ministro.
  - La Dirección Financiero-Contable.
  - La Dirección de Recursos Humanos.
- El Viceministerio de Ambiente.
  - La Dirección de Cambio Climático.
- El Viceministerio de Energía.
  - La Dirección de Energía.
  - La Dirección de Transporte y Comercialización de Combustibles.
  - La Dirección de Hidrocarburos.
  - La Dirección de Geología y Minas.
- El Viceministerio de Aguas y Mares.
  - La Dirección de Aguas.
  - La Dirección Marino Costera.
- El Viceministerio de Gestión Ambiental.
  - La Dirección de Gestión de Calidad Ambiental.

Además cuenta con los siguientes órganos dependientes:
- El Instituto Meteorológico Nacional (IMN).
- El Sistema Nacional de Áreas de Conservación (SINAC).
- La Secretaría Técnica Nacional Ambiental (SETENA).
- El Tribunal Ambiental Administrativo.
- El Fondo Nacional de Financiamiento Forestal (FONAFIFO).
- La Comisión Nacional para la Gestión de la Biodiversidad (CONAGEBIO).
- La Comisión de Ordenamiento y Manejo de la Cuenca Alta del Río Reventazón (COMCURE).
- La Junta Directiva del Parque Recreativo Nacional Playas de Manuel Antonio.
- La Dirección del Parque Marino del Pacífico.